# وزارت گردشگری اسرائیل
وزارت گردشگری اسرائیل (انگلیسی: Ministry of Tourism، عبری: מִשְׂרַד הַתַּיָּרוּת‎، ت. «Misrad HaTayarut») دفتر دولتی اسرائیل مسئول گردشگری است. این دفتر در سال ۱۹۶۴ تأسیس شد و آکیوا گوورین اولین وزیر آن بود، اما بین سال‌های ۱۹۷۷ تا ۱۹۸۱ به وزارت تجارت و صنعت ملحق شد. لوگوی این وزارتخانه، جاسوسان کتاب مقدس را در حال حمل میوه از تور سرزمین مقدس نشان می‌دهد.